# Министерство образования, культуры и науки Нидерландов
Министерство образования, культуры и науки Нидерландов несёт ответственность за разработку и администрирование политики в области образования, науки, культуры и национального вещания.

## Организационная структура
Министерство в настоящее время возглавляет один из министров и два государственных секретаря. Главный офис министерства находится в Хофторене, в самом высоком здании в Гааге.

## Подведомственные органы
- Центральное финансовое учреждение, которое отвечает за выполнение финансовой политики:
- Национальный архив;
- Государственная служба по археологии, культурным ландшафтам и памятникам;
- Культурная инспекция природы;
- Совет по науке и технике;
- Совет по образованию;
- Совет по культуре.

## История
Предшественником министерства является министерство образования, искусств и наук, основанное в 1918 году, ставшее независимым от Министерства внутренних дел и по делам Королевства. Оно было основано как результат разрешения конфликта о выравнивании финансирования в религиозных и государственных школах. Во время немецкой оккупации министерство было переименовано в Департамент образования, науки и сохранения культурного наследия и отдельный Департамент пропаганды и искусств. В 1965 году отдел искусств был интегрирован в новое Министерство культуры, отдыха и социальной работы. В 1982 году этот культурный отдел был интегрирован в Министерство здравоохранения. В 1996 году отдел культуры вернулся в Министерство образования.